# Usu (cuisine)
Pour les articles homonymes, voir Usu.

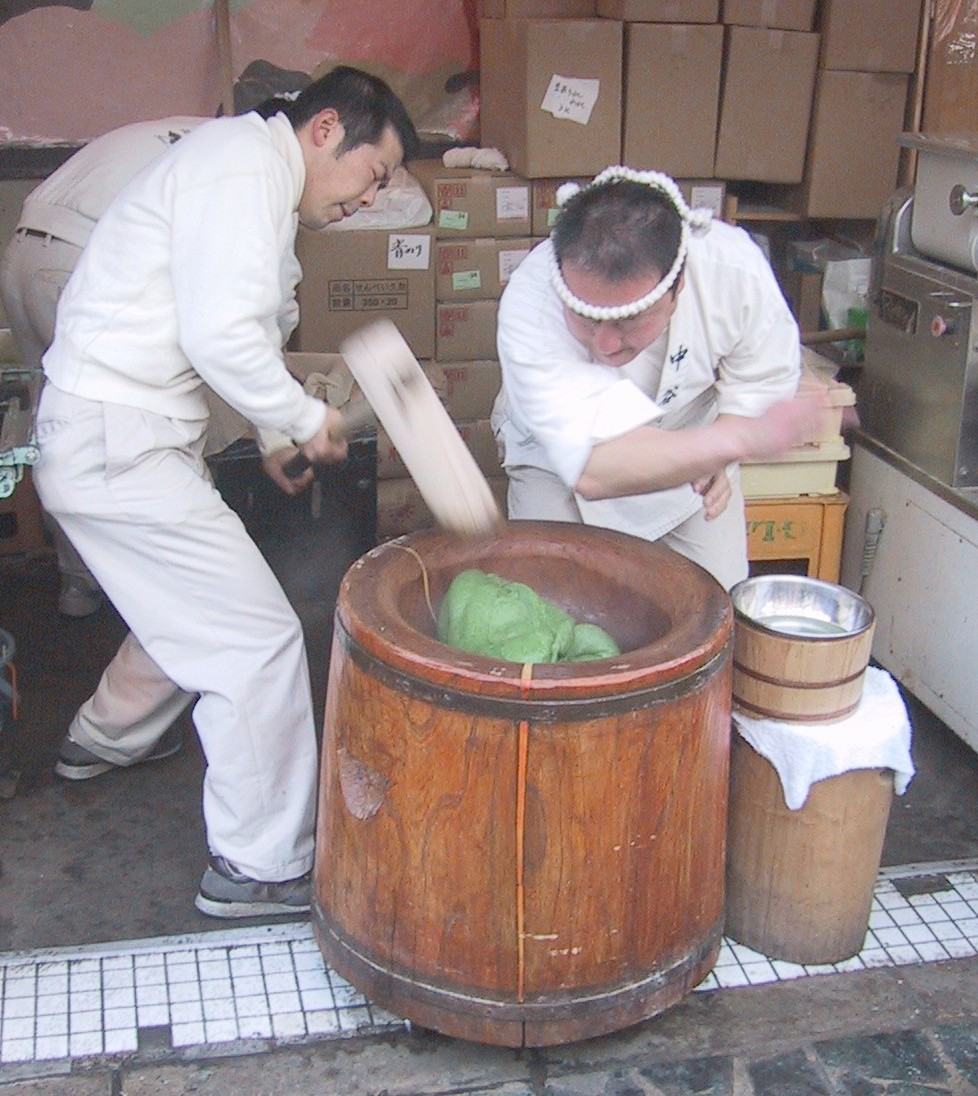
Préparation de mochi dans un usu. Le minutage est très important si on veut éviter de se blesser.

Un usu (japonais : 臼) est un mortier japonais de grande taille, avec un pilon nommé kine, (japonais : 杵), utilisé pour moudre le riz ou le millet.
Bien que l'utilisation du usu soit similaire au suribachi et au surikogi, mortiers plus petits, sa forme est différente tout comme celle du pilon car on les utilise de manière différente.

## Présentation
Le usu fait généralement un mètre de haut (piédestal compris) et a un diamètre d'environ 30 cm. Le usu est habituellement composé de métal et de bois. Le kine est un long maillet en bois dont la longueur dépasse le mètre. Le usu est normalement utilisé par deux personnes simultanément. La première personne manie le kine pour moudre le riz de la même manière qu'on couperait du bois à la hache. Ce travail très physique est en général exécuté par les hommes qui chantent souvent pour garder le rythme. Entre chaque coup de maillet, l'autre personne met ses mains dans le bol pour remuer le riz. Le rythme est primordial si on veut éviter tout accident d'utilisation du usu.

## Usage
L'utilisation la plus commune du usu est de moudre le riz gluant cuit en une pâte épaisse qui est la base de la recette du mochi. Il est toujours utilisé régulièrement au Japon dans les restaurants traditionnels et parfois aussi dans les propriétés traditionnelles, rurales ou fortunées. Il est admis que le mochi préparé au usu et au kine a un meilleur goût que le mochi préparé par une machine électrique.